# Liga da Elite Canadense de Basquetebol
A Liga da Elite Canadense de Basquetebol (do Inglês: Canadian Elite Basketball League) ou CEBL é uma liga profissional de Basquetebol masculino fundada em 2017 e teve sua primeira temporada realizada em 2019 com a participação de seis equipes (todas pertencentes e dirigidas pelo grupo "Canadian Basketball Venture".
Atualmente a liga conta com sete times, sendo quatro da província de Ontário e os demais da Columbia Britânica, Alberta e Saskatchewan. Os times devem jogar vinte partidas na temporada regular que é realizada de Maio até Agosto. As finais são disputadas por seis times.

## História
A primeira vez em que se ouviu falar da CEBL foi em meados de 2017. Naquela altura, o proprietário do Niagara River Lions (Petko) se encontrava insatisfeito com o que era feito na NBL, apontando que esta era um negócio de pouca visão e apertado financeiramente. Ele se uniu a um ex-jogador da Canadian Football League (Mike Morreale) e tentou convencer a NBL a fazer um trabalho de marketing que pudesse atrair patrocínios. Porem, a NBL recusou a ideia, e assim, Petko e Morreale decidiram organizar uma nova liga onde Morreale seria o CEO.
- A CEBL inicialmente será operada de forma onde todas as equipes pertencem a ela, mas há a possibilidade de no futuro cada franquia ter sua própria administração.
- Em Maio de 2018 foram conhecidos os seis times fundadores da liga.
- Em acordo com a Canada Basketball, a Liga foi reconhecida como a liga profissional de Primeira Divisão do país, e por isso joga sob as regras da FIBA.
- Em Dezembro de 2018 a liga fechou contrato de cinco anos com a New Era para fornecimento de equipamentos.
- Em Janeiro de 2019 a liga anunciou um contrato de três anos com a Spalding para ser sua bola oficial.[4]
- Em Novembro de 2019 foi anunciado o 7º time da liga, o Ottawa Blackjacks, que estreou em 2020.[5]
- Em Fevereiro de 2021 foi anunciada uma nova expansão da liga(a 8ª equipe), desta vez para Montreal. A equipe estreará na temporada de 2022.
- Em Agosto de 2021 foi anunciada a 9ª equipe da liga, o Scarborough Shooting Stars.

## Equipes
A liga opera no sistema de franquias, contando atualmente com dez times em duas conferências:
- Edmonton Stingers - Edmonton, Alberta
- Vancouver Bandits - Vancouver, Colúmbia Britânica
- Brampton Honey Badgers - Brampton, Ontário
- Niagara River Lions - St. Catharines, Ontário
- Ottawa Blackjacks - Ottawa, Ontário
- Saskatchewan Rattlers - Saskatoon, Saskatchewan
- Montreal Alliance - Montreal, Quebec
- Scarborough Shooting Stars - Scarborough, Ontário
- Calgary Surge - Calgary, Alberta
- Winnipeg Sea Bears - Winnipeg, Manitoba

## Campeões
| Temporada | Campeão                | Vice-Campeão              |
| --------- | ---------------------- | ------------------------- |
| 2019      | Saskatchewan Rattlers  | Hamilton Honey Badgers    |
| 2020      | Edmonton Stingers      | Fraser Valley Bandits     |
| 2021      | Edmonton Stingers      | Niagara River Lions       |
| 2022      | Brampton Honey Badgers | carborough Shooting Stars |